# Roberto Yanés
Roberto Yanés (Roberto César Iannacone; * 25. April 1932 in Córdoba; † 30. Mai 2019) war ein argentinischer Sänger, Komponist und Schauspieler.

## Leben
Yanés absolvierte eine musikalische Ausbildung am Conservatorio Provincial de Música seiner Heimatstadt und trat dort mit den Los Changos del Portezuelo. Nach seiner Militärzeit ging er 1956 nach Buenos Aires. Dort schloss er sich der Gruppe Los 5 Latinos an, begann aber bald darauf auf Anraten von deren Gründer Ricardo Romero eine Laufbahn als Solist.
1958 schloss er einen Vertrag mit dem CBS, und e entstanden seine ersten Aufnahmen wie Donde estará mi vida und El espejo. Er wurde durch Rundfunk- und Fernsehsendungen bekannt, unternahm Konzerttourneen in Argentinien und im Ausland, und Astor Piazolla bat ihn in den 1960er Jahren, Tangoklassiker wie Cafetin de Buenos Aires, Margarita Gauthier, Fuimos und Griseta aufzunehmen. Erfolgreich wurde er mit Klassikern wie Contigo en la Distancia, El Reloj, Inolvidable und Usted, aber auch mit eigenen Kompositionen wie Querer como nadie und Te desafío.